# Venus verrucosa
Venus verrucosa é uma espécie de molusco bivalve marinho da família dos venerídeos (Veneridae).

## Distribuição
É encontrada ao longo da costa europeia e também na costa sul da África, desde a costa da Namíbia até Moçambique, sutilmente até 155 metros.

## Caraterísticas
Cresce até 60 milímetros de diâmetro. Possui uma concha oval e volumosa com cristas concêntricas bem definidas. As bordas da concha são nodosas e cruzadas.